# Backbreaker (videogioco)
Backbreaker è un videogioco di football americano, sviluppato da British sviluppatore di tecnologia NaturalMotion, e pubblicato il 1º giugno 2010 in Nord America e il 25 giugno 2010 in Europa.
Una delle sue caratteristiche principali è l'utilizzo di Euphoria, un motore di animazione gioco che determina le animazioni in modo dinamico. Backbreaker non utilizza le squadre della National Football League (NFL), perché Electronic Arts ha una licenza esclusiva per la produzione di giochi in NFL. NaturalMotion ha annunciato Backbreaker nell'agosto del 2007, con data di pubblicazione a fine 2008. Il gioco ha finito per essere rimandata fino a metà 2010.
Backbreaker ha ricevuto recensioni contrastanti. Infatti è stato lodato per il sistema di animazione Euphoria, che ha reso più realistico il gioco fisico, e l'editor logo, è stato anche criticato per il gioco online, privo di passaggio. Dopo le recensioni, il gioco è stato modificato con la patch Greathouse. La versione Xbox 360 del gioco ha ricevuto un punteggio complessivo del 54%, mentre la versione PlayStation 3 ha ricevuto un 58%. L'iPhone e alla versione Android è stato dato un punteggio di 4,5 stelle su 5 da Touch Arcade.